# Hydropsyche bujnurdica
Hydropsyche bujnurdica is een schietmot uit de familie Hydropsychidae. De soort komt voor in het Palearctisch gebied.